# Гнатченко Микола Петрович
Микола Петрович Гна́тченко (нар. 9 червня 1947, Золочів) — український графік; член Спілки радянських художників України з 1977 року.

## Біографія
Народився 9 червня 1947 року в смт Золочеві (нині Богодухівський район Харківської області, Україна). Упродовж 1967—1972 років навчався у Харківському художньо-промисловому інституті, де його навчали зокрема Адольф Константинопольський, Володимир Селезньов, Володимир Ненадо, Владислав Шаламов.
Після здобуття освіти працював викладачем у Київському палаці піонерів; протягом 1979—1989 років — викладач кафедри малюнку Харківського художньо-промислового інституту; з 1989 року — доцент кафедри архітектури Харківського інституту інженерів комунального будівництва; з 1999 року — науковий співробітник, художник видавництва Харківського університету внутрішніх справ.
Живе у Харкові, в будинку по вулиці Безкрайній,№ 2А, квартира № 2.

## Творчість
Працює у галузі графіки. Серед робіт:
- серія гравюр «Українські сучасні пісні Олександра Білаша» (1972);
- «Чорнобривці» (1972);
- «Пробудження землі» (1977);
- «Весна на річці Уди» (1977);
- «Квітень» (1990);
- «Весняне царство» (1994);
- «Запах полину» (1995);
- «Совушка» (1995);
- «Зайчик» (1997);

У 2006 році, після знайомства із документальним збірником про Голодомор на Харківщині «Столиця відчаю», створив серію графічних робіт «33-й».
Учасник всесоюзних, міжнародних і зарубіжних виставок з 1978 року. Персональні виставки пройшли у Харкові у 1969—1973, 1990, 1995—1998 роках, Москві у 1988 році, Києві у 1989 році, Кросно (Польща) у 1994 році.
Роботи художниа зберігаються у Запорізькому, Сумському художніх музеях, Музеї міста Нукуса в Узбекистані.